# Arenga pinnata
Palmier à sucre
Espèce
Arenga pinnata (syn. Arenga saccharifera) est un palmier pouvant atteindre 20 m de haut, originaire de l'Asie du Sud-Est tropicale, localisé de l'est de l'Inde jusqu'en Malaisie (au Myanmar, en Thailande, au Cambodge, et aux Philippines).
En français, son nom vulgaire est palmier à sucre,, ou parfois palmier areng. Il a été introduit dans les îles du Pacifique, en Chine, en Inde et en Afrique.

## Description

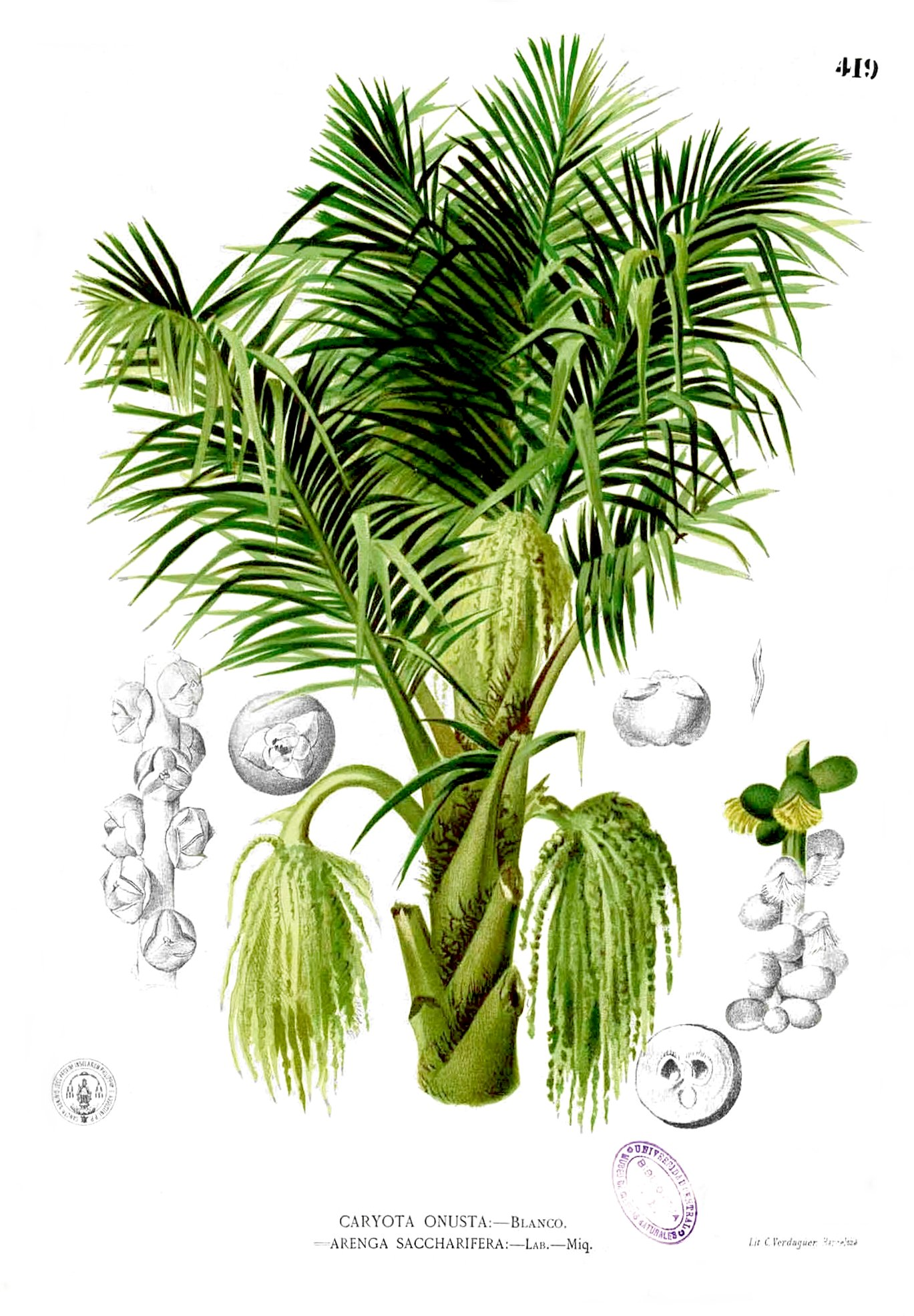
Arenga pinnata, arbre en fleur, dessin en noir, à gauche: fleurs femelles, à droite: fleurs mâles et dessous fruit

La palmier Arenga pinnata peut atteindre 20 m de hauteur, avec un tronc de 40–60 cm de diamètre et des racines longues et profondes. Le tronc est recouvert par les gaines foliaires et des fibres gris-noir. La couronne dense comporte 12 à 20 feuilles dressées.
Chaque feuille portée par un pétiole de 1 à 1,50 m est imparipennée, avec un rachis de 5 m de long, linéaire, avec des oreilles à la base, portant jusqu’à 150 pennes de chaque côté, disposées irrégulièrement et s’étalant dans différents plans, les pennes médianes font de 120 à 160 cm de long sur 5–9 cm de largeur, à mi longueur. La base des pétioles des feuilles vivantes ne forment pas un long manchon foliaire lisse comme chez beaucoup de palmiers (comme l'aréquier). 
Les inflorescences, pendantes de 2 m de long, sont unisexuées. Le palmier porte d’abord de 3 à 7 inflorescences femelles en haut, chacune comprenant jusqu’à 15 000 fleurs, puis 5 à 15 mâles (jusqu’à 11 500 fleurs) vers le bas. Les inflorescences unisexuées se succèdent dans le temps et l’espace (du haut vers le bas). La fleur mâle de 12–15 mm comporte 60 à 120 étamines. La fleur femelle fait 10 mm.
Le fruit est une drupe globuleuse ou ellipsoïde de 5–8 cm de long, charnue, d’abord verte puis jaune et enfin noire, contenant 2 à 3 graines noires. Les drupes sont non comestibles car toxiques, corrosives, occasionnant des brûlures à la bouche et à la peau. Elles contiennent de l’acide oxalique, irritant. Les fruits ont besoin de quelques années pour mûrir. Les plantes meurent après maturation des fruits.
C’est une espèce monocarpique, c’est-à-dire qu’elle meurt après une fructification qui dure pendant quelques années.
L'espèce n'est pas en danger, mais fait partie du système alimentaire de certaines espèces plus menacées, telle que le rat du genre Phloeomys.

## Utilisation
La sève fraiche extraite de la base des inflorescences fournit une boisson sucrée aromatique (appelée nira en hindi). Après une fermentation alcoolique, elle donne un vin de palme, titré à 4–8 % d’alcool, une boisson populaire en Asie du Sud-Est, sous les noms de toddy en Inde ou tuak à Sumatra. Elle peut aussi donner du vinaigre. L’usage principal de la sève est la fabrication d’un sucre non raffiné rouge brun foncé (connu sous le nom de jaggery).

## Nomenclature
L’espèce a été décrite par le naturaliste Friedrich von Wurmb sous le nom de Saguerus pinnatus (1781), en s’appuyant sur la description et le dessin donnés par le naturaliste néerlandais pré-linnéen Georg Everhard Rumphius (1627-1702) sous le nom de Palma indica vinaria secunda. Friedrich von Wurmb était un naturaliste prussien du XVIIIe siècle qui a travaillé aux Pays-Bas et a été un des fondateurs de la colonie de Batavia.
En 1917, le botaniste américain Elmer Drew Merrill transfert l’espèce dans le genre Arenga.

## Étymologie
Le nom de genre Arenga est un emprunt au nom en malais du palmier à sucre areng (Larousse).
L’épithète spécifique pinnata vient du latin pinnātus, a, um signifiant « plumeux, empenné » (de pinna « plume »), par allusion aux feuilles pennées.

## Synonymes
Selon POWO les synonymes sont

### Synonymes homotypiques
- Gomutus rumphii Corrêa in Ann. Mus. Hist. Nat. 9: 288 (1807)
- Saguerus pinnatus Wurmb in Verh. Batav. Genootsch. Kunsten 1: 351 (1779)
- Saguerus rumphii (Corrêa) Roxb. ex Fleming in Asiat. Res. 11: 188 (1810)

### Synonymes hétérotypiques
- Arenga gamuto Merr. in Philipp. J. Sci., C 9: 63 (1914)
- Arenga griffithii Seem. ex H.Wendl. in O.C.E.de Kerchove de Denterghem, Palmiers: 232 (1878), pro syn.
- Arenga saccharifera Labill. ex DC. in Bull. Sci. Soc. Philom. Paris 2: 162 (1800)
- Borassus gomutus Lour. in Fl. Cochinch.: 618 (1790)
- Caryota onusta Blanco in Fl. Filip.: 741 (1837)
- Gomutus saccharifer (Labill. ex DC.) Spreng. in Syst. Veg., 2: 624 (1825)
- Gomutus vulgaris Oken in Allg. Naturgesch. 3(1): 675 (1841)
- Saguerus gamuto Houtt. in Nat. Hist. 2(1): 410 (1773), not validly publ.
- Saguerus saccharifer (Labill. ex DC.) Blume in Rumphia 2: 128 (1843)
- Sagus gomutus (Lour.) Perr. in Mém. Soc. Linn. Paris 3: 142 (1824)

## Aire de distribution
Selon POWO, Arenga pinnata est originaire de l’Assam, Bangladesh, Cambodge, Malaisie, Myanmar, Philippines, Sulawesi, et Thaïlande.
Il a été introduit au Bénin, Chine du Sud-Central et du Sud-Est, Hainan, Hawaï, Inde, Moluques, Petites îles de la Sonde, Nouvelle-Guinée, Trinidad-Tobago.
Le palmier à sucre croit mieux à l’altitude 500–800 m avec plus 1 200 mm de précipitation et une température moyenne de 25 °C. Il est planté dans le grandes plantations en Malaisie, comme par exemple une plantation 809 hectares à Tawau (Sabah).

## Usages
Dans la nature, Arenga pinnata a une phase végétative d’une dizaine d’années, pendant laquelle il accumule de l’amidon. Ensuite sa croissance s’arrête, et il commence à fleurir de haut en bas. Le développement des fruits stimule la transformation de l’amidon en sucres. L’arbre meurt quand les fruits sont mûrs, deux ans ou plus après le début de la floraison.
La présence d’inflorescences femelles avec des fruits en développement est indispensable pour pouvoir récolter la sève. L’exploitation de la sève ralentit alors la croissance des fruits qui peut alors passer de 2 à 10 ans. Si le palmier est surexploité, les fruits tombent prématurément et l’arbre meurt.  

### Sève
Les produits les plus importants tirés de la sève irriguant les inflorescences d’A. pinnata (Michel Chauvet) sont plus ou moins élaborés:
- la sève fraiche fournit  une boisson sucrée aromatique, appelée nira (anglais neera, hindi नीरा)
- la sève fermentée fournit une boisson alcoolique, un « vin de palme », appelé toddy en anglais et hindi[n 2], et tuak mot d’origine malaise et indonésienne, ainsi que du vinaigre et de l’alcool par distillation (le Sodabi en Afrique de l’Ouest),
- la sève filtrée puis portée à ébullition pendant 3 à 4 heures[16] et cristallisée permet d’obtenir un sucre rouge foncé (non raffiné) nommé jaggery en anglais, gur गुड़ en hindi.

Ces inflorescences, principalement les mâles, sont d’abord frappées avec un maillet et tordues pendant plusieurs jours (matin et soir pendant 7 jours). Le pédoncule est ensuite entaillé à sa base sur 7–10 cm. Le récolteur installe alors un récipient pour récolter la sève qui s’écoule. La coupe sera régulièrement rafraichie, et au fur et à mesure que la sève goutte dans le récipient, elle commence à fermenter. Elle est alors contaminée par du pollen, des fourmis, des insectes et des microorganismes (levures, moisissures, bactéries). Cette sève fraiche d’aspect blanchâtre a un goût sucré, un pH acide ce qui en fait une boisson très appréciée.
En Inde, des techniques modernes ont été mises au point pour prélever de manière aseptique la sève (sous le nom de marque de Kalparasa) qui alors doit être conservée au froid (à 5–8 °C). On obtient ainsi un jus légèrement alcalin (pH 7-8), d’un jaune brun, et doux alors que le nira traditionnel est blanchâtre, d’un pH acide (inférieur à 6) et a une odeur astringente. Cette sève riche en glucides (essentiellement des sucres : glucose, fructose et saccharose) contient aussi des polyphénols, flavonoïdes, vitamines et antioxydants en plus grandes quantités que par la méthode traditionnelle de récolte.
Dans l’ouest de Java, ces opérations se pratiquent traditionnellement en montant dans le palmier avec une échelle de bambou et en installant un tube de bambou pour recueillir le nectar (voir photos ci-contre). La sève qui contient de 5 à 10 % de sucre doit être traitée sans délai sinon un processus de fermentation naturelle s’installera rapidement. En Afrique, la technique actuelle est légèrement différente, voir par exemple cette vidéo tournée en Casamance au Sénégal.
Une étude menée dans le Kabupaten de Bandung occidental (Java) sur la sève (nira) du palmier Arenga pinnata indique qu’elle contient 87,20 % d’eau, 11,28 % de saccharose, 0,20 % de protéines, et 0,24 % de lipides. L’extraction du nira se pratique pendant deux à trois mois et produit en moyenne 8 à 12 litres par jour et par arbre. Le nettoyage du récipient se fait par fumigation. La sève fraiche se contamine rapidement par des microorganismes qui initient divers processus de fermentation du saccharose produisant suffisamment d’acides organiques pour que la sève s’aigrisse. En fin de fermentation, le jus est très acide (pH d’environ 3,5).
Durant les trois premiers jours, on observe une réduction du sucre par conversion du saccharose en glucose et fructose, suivie les jours suivant de fermentation lactique (par Aspergillus, Lactobacilles) et de fermentation alcoolique (par la levure Saccharomyces cerevisiae). Au troisième jour, après l’augmentation de la concentration alcoolique, les populations de bactéries acétiques et de gluconobacter s’accroissent, entrainant une fermentation acétique et par conséquent une augmentation de la concentration d’acide acétique (vinaigre).
La sève fraiche qui au départ, n’a pas d’odeur désagréable acquiert rapidement durant le développement des diverses fermentations une forte odeur âcre, très peu engageante.
Traditionnellement, les récipients pour collecter et stocker la sève ne sont pas nettoyés méticuleusement après chaque usage pour éliminer les dépôts de micro-organismes altérant la qualité organoleptique du vin de palme. Toute la procédure traditionnelle est dangereuse pour le fermier qui doit grimper souvent à 10 m de hauteur sur une échelle très sommaire, avec un chargement encombrant, et de surcroît, elle donne en un vin de palme acide et aigrelet et un sucre brun noir suret. Diverses techniques pour se prémunir des contaminations sont essayées depuis la fin du XXe siècle, comme l’utilisation de récipients en aluminium faciles à stériliser avec de l’eau bouillante, et l’utilisation de réfractomètre (pour mesurer la concentration en sucre), de pH-mètre (pour l’acidité) permet un contrôle plus élaboré. Ainsi l’utilisation de récipient en aluminium permet d’obtenir une sève neutre (pH 6,95), d’une couleur plus claire, développant des arômes agréables avec une saveur douce et fraiche.  
En Asie comme en Afrique, de nombreuses vertus ont été attribuées à la sève de palmier, sur la base d'une analogie symbolique de la sève jaillissant comme une source de vie. Ainsi, la sève est consommée directement par les mères qui allaitent comme stimulant la lactation.
Il existe une flore naturelle de la sève qui suffit pour faire démarrer une fermentation alcoolique. Les levures (généralement le genre Saccharomyces), présentes aussi dans l’air, provoquent une fermentation alcoolique qui en 2 heures donne un vin de palme titrant 4 % d’alcool. Au bout d’une journée, le vin de palme est plus fort, mais développe de l'acidité et des aigreurs.
Titré à 4 à 8 % d’alcool pur, le « vin de palme » est une boisson populaire en Asie du Sud-Est, sous les noms de toddy en Inde ou tuak à Sumatra.
En Asie du Sud-Est, le sucre non raffiné roux obtenu à partir de la sève, distribué à des fins commerciales, est connu en Inde sous le nom de jaggery ou de gur ou en Indonésie sous le nom de gula aren.
La préparation du sucre par la méthode traditionnelle consiste à cuire pendant 3 à 4 heures la sève de palme jusqu’à ce qu’elle s’évapore et que le jus devienne visqueux et collant. Le jus est versé dans un moule en noix de coco, en bois ou en bambou, pour cristalliser. Le sucre non raffiné obtenu est de couleur brune due à la réaction de Maillard. La technique utilisée détruit une partie des composés phénoliques et des propriétés antioxydantes et produit du l'hydroxyméthylfurfural qui endommage l’ADN des cellules via son produit de dégradation, le 5-sulphoxymethylfurfural (SMF).
La production de sucre peut aussi se faire par des technologies modernes évitant les contaminations et dégradations du produit. Dans la méthode par « séchage par pulvérisation », la sève de palme filtrée est pulvérisée finement dans un séchoir dont les températures d'entrée et de sortie sont contrôlées. Cette technique industrielle est très efficace et permet d’obtenir un sucre avec une faible teneur en humidité, et ayant bien conservé les antioxydants (en raison du faible temps de contact des gouttelettes de sève avec l’air chaud). L’inconvénient de ce procédé est l’adhésion des particules sur les parois.
Les techniques de récolte et de traitement modernes se diffusent lentement en se début du XXIe siècle et de nombreux agriculteurs continuent à utiliser les procédures traditionnelles.

### Fruit

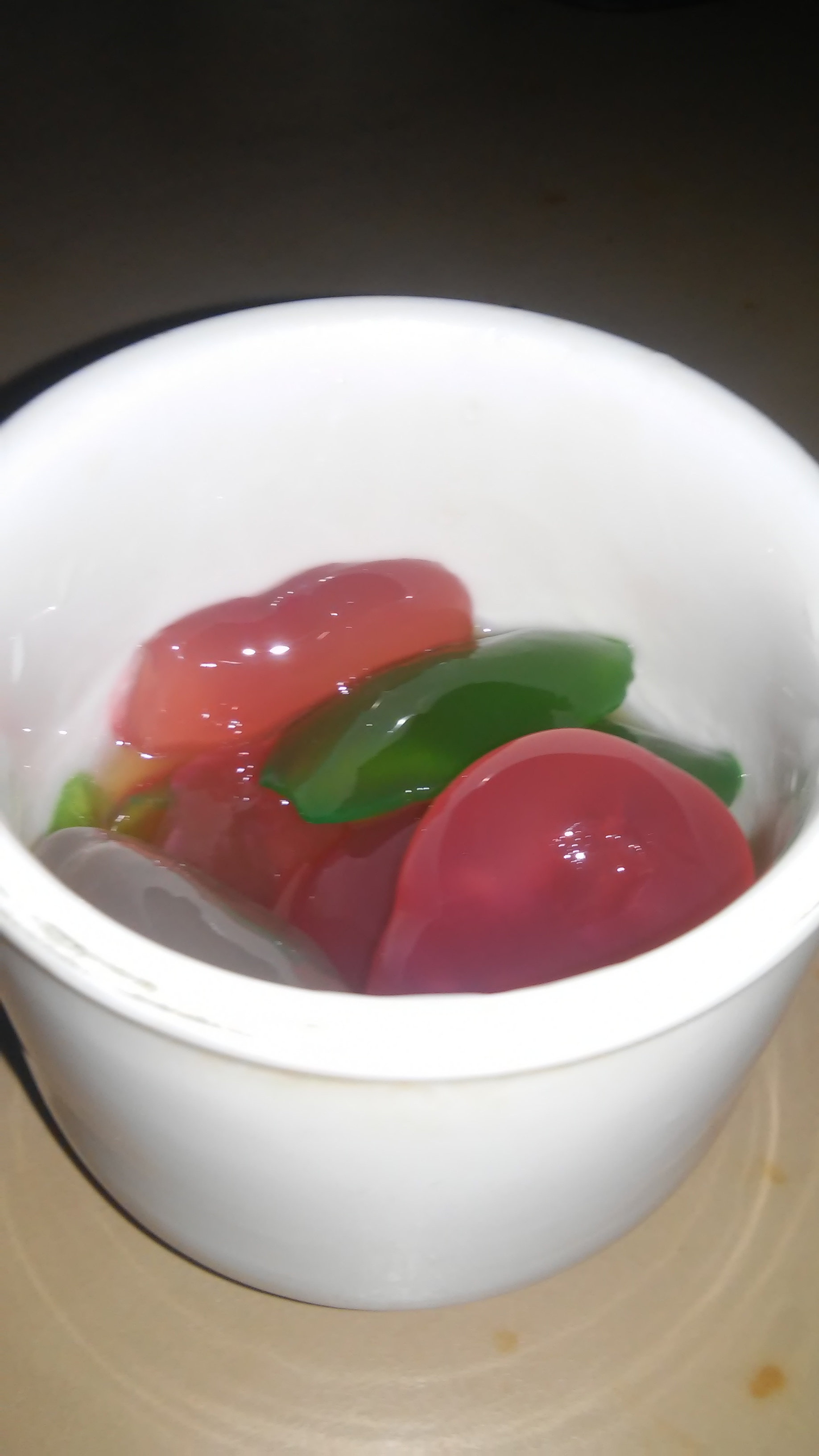
kolang kaling coloré avec un colorant alimentaire

Le fruit d’Arenga pinnata pas encore mur est largement consommé aux Philippines (kaong) et en Indonésie (buah kolang-kaling ou buah tap). L’albumen des graines immatures, bouillie avec du sucre, donne une friandise appréciée en Indonésie, le kolang-kaling.
Les graines dures servent à sculpter des jouets.
Mais attention, l’épiderme du fruit immature est toxique – il contient des cristaux d’oxalate de calcium.

### Fibres

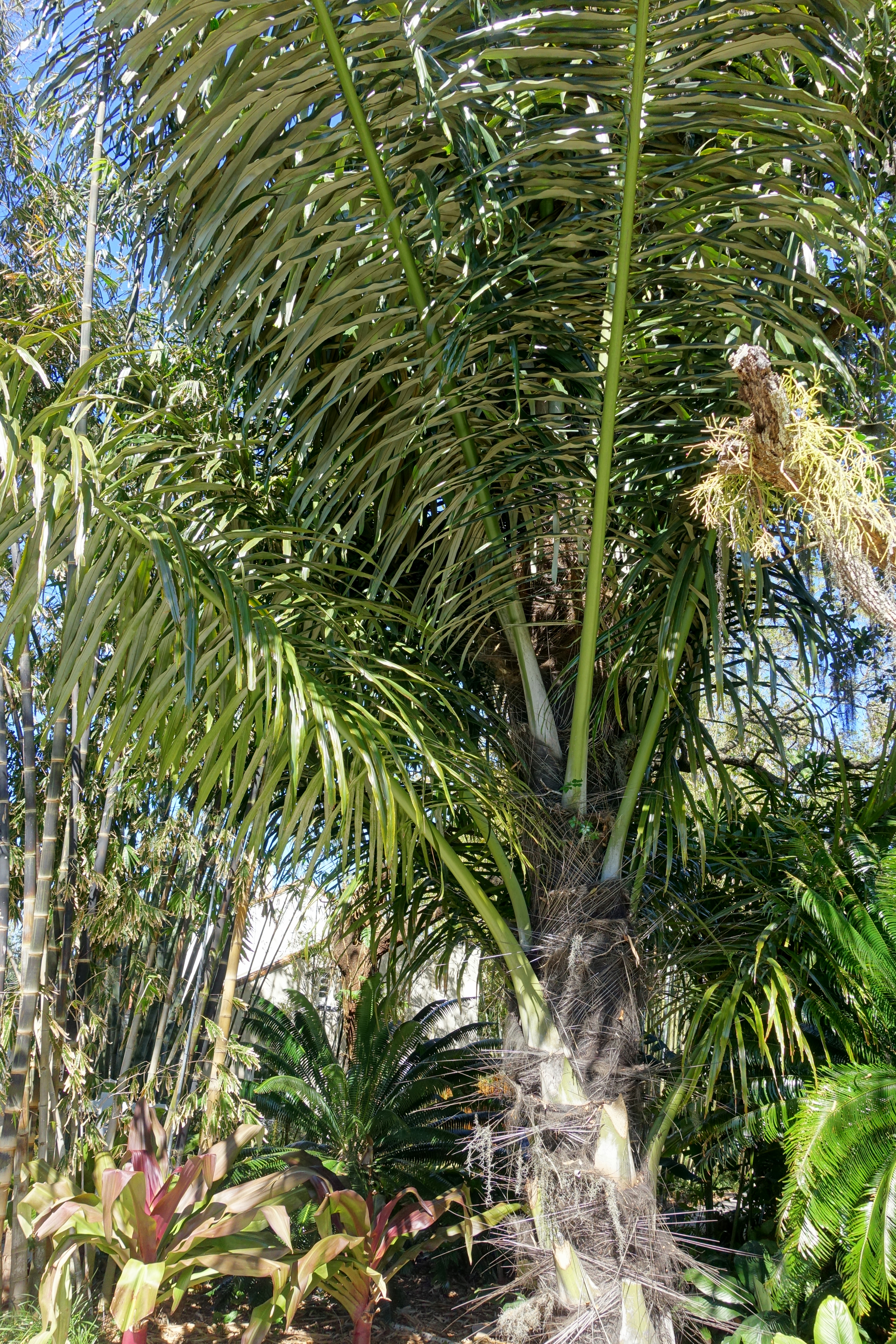
Tronc avec fibres

La fibre sombre couvrant le tronc (appelée doh en Inde, ijuk en Indonésie) est commercialisée et transformée en cordage.
Ces longues fibres noires résistent à l’eau de mer sont réputées de meilleures qualité que le coïr du cocotier. La cellulose est la partie principale de la fibre qui donne de la résistance à la traction à la structure cellulaire parce qu'elle est constituée d'un long polymère sans branches. Les principaux problèmes des fibres naturelles sont leur forte absorption de l’humidité, leur faible durabilité et leur faible résistance par rapport aux fibres synthétiques, et la faible compatibilité entre la matrice et les fibres. Cependant, la fibre de palmier à sucre, comparée à la fibre de coco, est très durable, très résistante à la traction, à l'humidité et à la chaleur.
En Indonésie, elle est sert de matériau commun pour la couverture des toits dans l'architecture indonésienne, comme pour les granges à riz. Cette utilisation est très ancienne, comme en témoignent les bas-reliefs d'anciens temples javanais tels que Borobudur.
Cette fibre est également utilisée pour la fabrication de cordes, de balais, ou sert également à filtrer l'eau. Elle a aussi un grand potentiel pour être utilisée comme matériau de renforcement dans les composites.